# Scutellaria multiglandulosa
Scutellaria multiglandulosa là một loài thực vật có hoa trong họ Hoa môi. Loài này được (Kearney) Small ex Harper miêu tả khoa học đầu tiên năm 1900.